# Red Toucan
Red Toucan is een Canadees platenlabel, dat is gespecialiseerd in geïmproviseerde muziek uit vooral Canada. Artiesten wier muziek op het label uitkwamen zijn onder meer Laura Andel Orchestra, Achim Kaufmann, verschillende groepen met François Houle, Charles Papasoff, Talking Pictures, Andrew Drury, Frank Gratkowski (verschillende groepen, waaronder een met Wolter Wierbos), een trio met Peter Brötzmann, Michael Vatcher met een trio, Joëlle Léandre en Simon Fell, en Wilbert de Joode met Alberto Braida.